# تصمیم کبرا
تصمیم کبرا فیلمی به کارگردانی سیروس حسن پور و نویسندگی پیام یزدانی، سیروس حسن پور ساختهٔ سال ۱۳۸۵ است.

## بازیگران
- حوریه میرمحمدی
- فاطمه بابایی
- یداله هدایتی
- غلامرضا خورشیدی
- محدثه حیدری
- زینب سهرابی
- مسعود چوبین